# 姫路市立飾磨東中学校
姫路市立飾磨東中学校（ひめじしりつ しかまひがしちゅうがっこう）は、兵庫県姫路市飾磨区三和町に所在する公立中学校。

## 沿革
戦後の学制改革により姫路市が設置した新制中学校14校のうちのひとつである。1947年3月の姫路市新学制実施準備協議会の第1回会合では飾磨地区に「第九中学校」「第十中学校」の2校を設置する原案が示され、4月2日の第2回会合ではこれを3校にし「飾磨西部中学校」「飾磨中部中学校」「飾磨東部中学校」と改めた。4月7日の第3回会合でもこの案が維持されたが、県の承認の段階で「飾磨中部中学校」のみ当初の校名が保たれたのに対し、「飾磨西部中学校」と「飾磨東部中学校」は「部」の字が削られ「飾磨西中学校」「飾磨東中学校」と改められた。
- 1947年（昭和22年）5月1日 - 姫路市立飾磨東中学校開校。高浜小の校舎の一部を借用。
- 1947年（昭和22年）~1950年（昭和25年） - 新校地として日本砂鉄社用地を買収、校舎建築。

## 通学区域
以下の小学校の通学区域
- 姫路市立高浜小学校（全域）
- 姫路市立飾磨小学校（飾磨区中島、飾磨区中島一丁目、飾磨区中島二丁目及び飾磨区中島三丁目）

## 部活動

### 運動部
- 野球部
- サッカー部
- バレーボール部
- ソフトテニス部
- 卓球部
- 剣道部
- 陸上競技部
- 水泳部
- 相撲部
- 女子バスケットボール部

### 文化部
- 吹奏楽部
- 美術部
- 茶道部
- 放送部

## 通学区域が隣接している学校
- 姫路市立飾磨中部中学校
- 姫路市立山陽中学校
- 姫路市立灘中学校